# CNT Sports
CNT Sports fue un canal de televisión deportivo del Ecuador exclusivo de la operadora de televisión por satélite CNT TV, se transmitía las 24 horas del día, su programación se dedicaba al fútbol ecuatoriano, además de otras disciplinas deportivas.

## Historia
En el comienzo, CNT Sports se transmitía como canales eventuales para las transmisiones de las Eliminatorias Conmebol para la Copa Mundial de Fútbol de 2018 desde el año 2015 hasta la actualidad. En el año 2017, CNT TV adquirió los derechos de los eventos del fútbol sudamericano como el Campeonato Sudamericano de Fútbol Sub-20 y el Campeonato Sudamericano de Fútbol Sub-17, además del Campeonato Ecuatoriano de Fútbol bajo la modalidad PPV hasta finales de ese año.
El 23 de marzo del 2017 se lanzó como un canal 24/7 dedicado a las transmisiones de programas deportivos del Ecuador, además de los eventos futbolísticos antes mencionados en sus canales alternos. A finales de marzo de 2019, Alfredo "Che" Vera, productor del canal, anuncia que dejará el canal después de 2 años al aire con lo que desde el lunes 1 de abril, el canal sale del aire mostrando un texto en la pantalla exhibiendo: "Próximamente disfrutarás de la nueva señal de CNT Sports".

## Transmisiones

### Fútbol
- Serie A (Todos los partidos a través de GolTV, disponible en HD)
- Serie B (2 partidos por fecha a través de GolTV, disponible en HD)

### Eventos sudamericanos
- Campeonato Sudamericano de Fútbol Sub-20 (Disponible en HD)
- Campeonato Sudamericano de Fútbol Sub-17 (Disponible en HD)

## Personalidades del canal
- Alfredo Intriago
- Andrés Muñoz
- Andrés Ponce
- Arturo Magallanes
- Aurelio Dávila
- Carlos Gálvez
- Carlos Luis Vásquez
- César Arroyo
- Claudia Schiess
- Duval Zedeño
- Esteban Ávila
- Fabián Gallardo
- Francisco Álvarez
- Gisella Buendía
- Jennifer Pazmiño
- Johann Varela
- José Luis Arévalo
- Juan Pablo Sicco
- Laura Serrano
- Luis Baldeón
- Luis Bustamante
- Luis Eduardo Jácome
- María José Flores
- María José Gavilanes
- Mario Canessa
- Mayra Bayas
- Mercedes Chévez
- Paúl López
- Roberto Bonafont
- Roberto Oña
- Vito Muñoz
- Xavier Zevallos
- Raúl Vilar

## Programas
- 30 minutos con Roberto Bonafont
- Aventura Xtrema
- El asadito del Hincha
- La Tribuna
- Logan y Logan
- Los Comentaristas
- Noticias CNT Sports
- Palco CNT
- Tarjeta Rosa
- Última Pelea
- Mira Quien Habla
- Dale-Dale
- Revista Semanal